# Абу-с-Салт
Абу-с-Салт Умайя ибн Абд ал-Азиз ибн Аби-с-Салт ал-Дани ал-Андалуси (ок. 1068, Дения, Испания — 23 октября 1134, Беджая, Алжир) — арабский математик, астроном, историк, врач, поэт и музыкант. Учился в Дение и Севилье. Позже отправился в Александрию (1096—1112), а затем в Магдию, где выполнял роль придворного панегириста и летописца. Несколько раз путешествовал в Палермо. Умер от водянки.
Научные работы по астрономии, математике, музыке и оптике. Известен также игрой на лютне, поэтическими, историческими, медицинскими и философскими сочинениями, занимался алхимией.
Ему принадлежат следующие сочинения:
- «О различных смыслах слова нукта» (нукта — точка)
- «Книга о геометрии»,
- «Трактат о действиях с астролябией» (Risāla fī al‐ʿamal bi‐ʾl‐asṭurlāb)
- «Построение универсального тимпана, на котором установлены все семь планет» (Ṣifat ʿamal ṣafīḥa jāmiʿa taqawwama bi‐hā jamīʿ al‐kawākib al‐sabʿa — описание принципов работы и конструкции экваториума)
- «Книга об исправлении ума»
- «Трактат о музыке»
- «Краткий трактат о космологии» (Kitāb al‐wajīz fī ʿilm al‐hayʾa)
- «Решение или ответ на поставленные вопросы по космологии, физике и арифметике» (Ajwiba ʿan masāʾil suʾila ʿan‐ha fa‐ajāba или Ajwiba ʿan masāʾil fī al‐kawn wa‐ʾl‐ḥabīʿa wa‐ʾl‐ḥisāb).